# Godziszewo
Godziszewo (deutsch Gardschau) ist ein Dorf im Powiat Starogardzki der polnischen Woiwodschaft Pommern. Es gehört zur Gmina (Gemeinde) Skarszewy.

## Geographische Lage
Godziszewo liegt in Westpreußen, etwa acht Kilometer nordöstlich von Skarszewy (Schöneck in Westpreußen), 15 Kilometer nördlich von Starogard Gdański (Preußisch Stargard) und 32 Kilometer südlich von Danzig (Gdańsk).

## Geschichte

Godziszewo (seinerzeit Garczau) südlich von Danzig (im Bild rechts, durch Anklicken vergrößerbar), nordöstlich von Schöneck in Westpreußen und nördlich von Preußisch Stargard auf einer Landkarte von 1910.

Godziszewo (ursprünglich Godesewe, dann Gotzow, später Godczau, Garczau und Gartschau) ist ein altes Kirchdorf in der Region der historischen preußischen Provinz Westpreußen. Das Dorf hatte zum Deutschordensgebiet gehört. Während des Preußischen Städtekriegs wurde es im Zeitraum 1454 bis 1457 mehrfach geplündert. 
Im Jahr 1258 schenkt Johann von Weißenburg, ein Ritter aus dem Gefolge Sambors II., das Dorf nebst 50 Hufen in Mahlenyno dem Kloster Pelplin. 1301 geht es in den Besitz des Bischofs von Leslau über. Am 17. Mai 1336 schenkt dieser es dem an der Warthe in der Woiwodschaft Kalisch gelegenen Zisterzienserklosters Ląd, das unmittelbar dem Erzbistum Gnesen unterstand. Diese Zugehörigkeit von Gardschau soll später in einer Bulle des Papstes Calixt III.  (1378–1458) aus dem Jahr 1457 bestätigt worden sein.   In einer anderen Urkunde soll Zbigniew Oleśnicki (~1430–1493), der ein Neffe des Kardinals Zbigniew Oleśnicki (1389–1455) war und der im Zeitraum 1473–1480 das Amt des Bischofs von Kujawien ausübte, diese Zugehörigkeit Gardschaus ebenfalls bestätigt haben.
Nach dem Ersten Weltkrieg musste Deutschland im Rahmen des sogenannten Vertrags von Versailles das Dorf, das im Bereich des Polnischen Korridors liegt, an Polen abtreten. Durch den Überfall auf Polen 1939 wurde Godziszewo völkerrechtswidrig vom Deutschen Reich annektiert, seit Ende des Zweiten Weltkriegs liegt sie wieder auf polnischem Staatsgebiet.
Im Jahr 2008 hatte Godziszewo 518 Einwohner.

## Kirchspiel

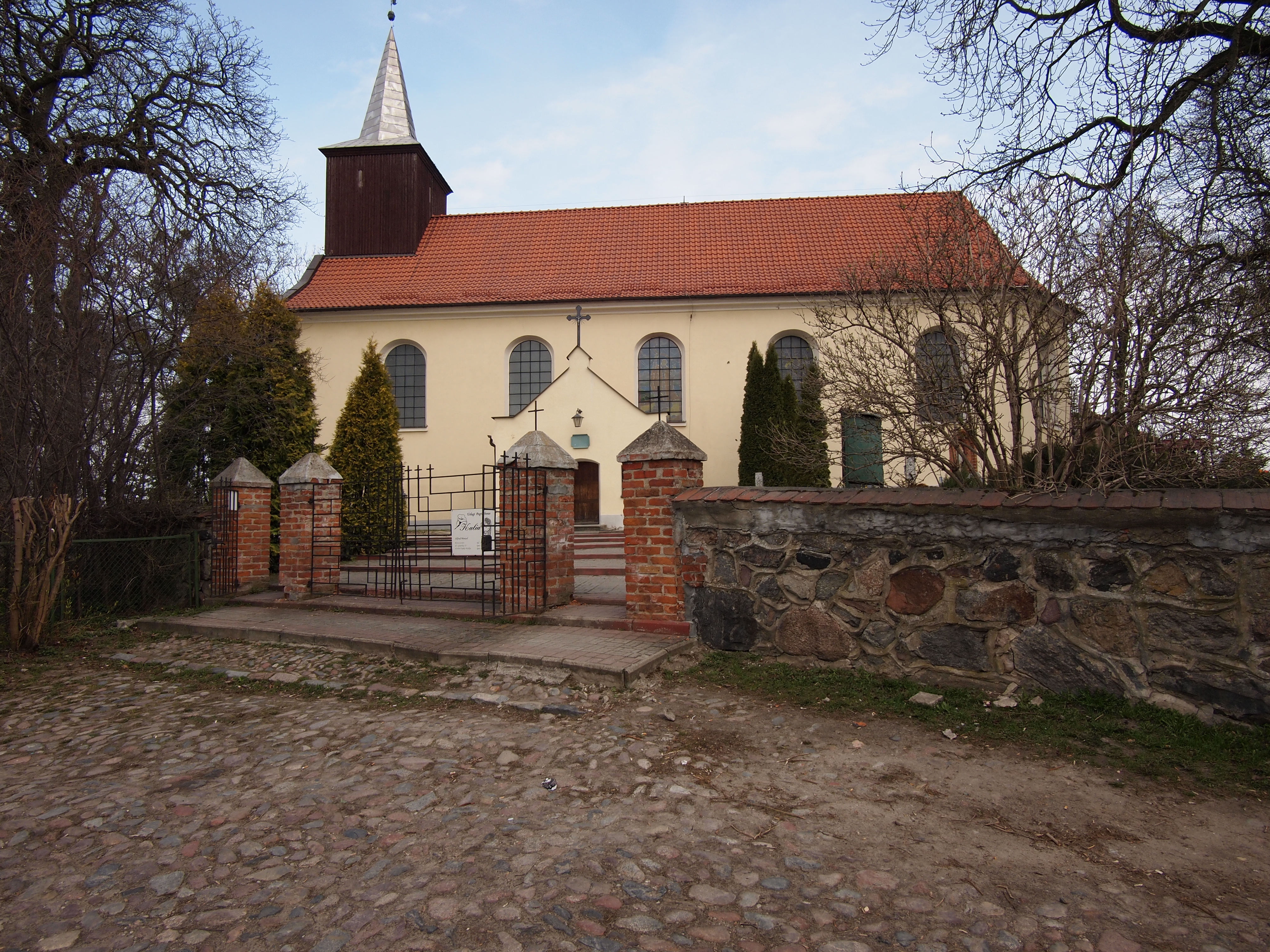
Kirche in Godziszewo

Godziszewo hat eine katholische Kirche. Die Namen einiger  Seelsorger, die vor Mitte des 19. Jahrhunderts in der Kirche von Gardschau predigten, sind aus Chroniken bekannt.
Prediger
- Caspar Długoß  30. Januar 1636 – November 1636
- Pater Georg 1636–1637
- Anton Libaber 1743–1754 und 1763–1772
- Waller, um 1853

## Söhne und Töchter des Orts
- Franz Sawicki (1877–1952), deutsch-polnischer Theologe

## Verweise